# Lawinenschaufel

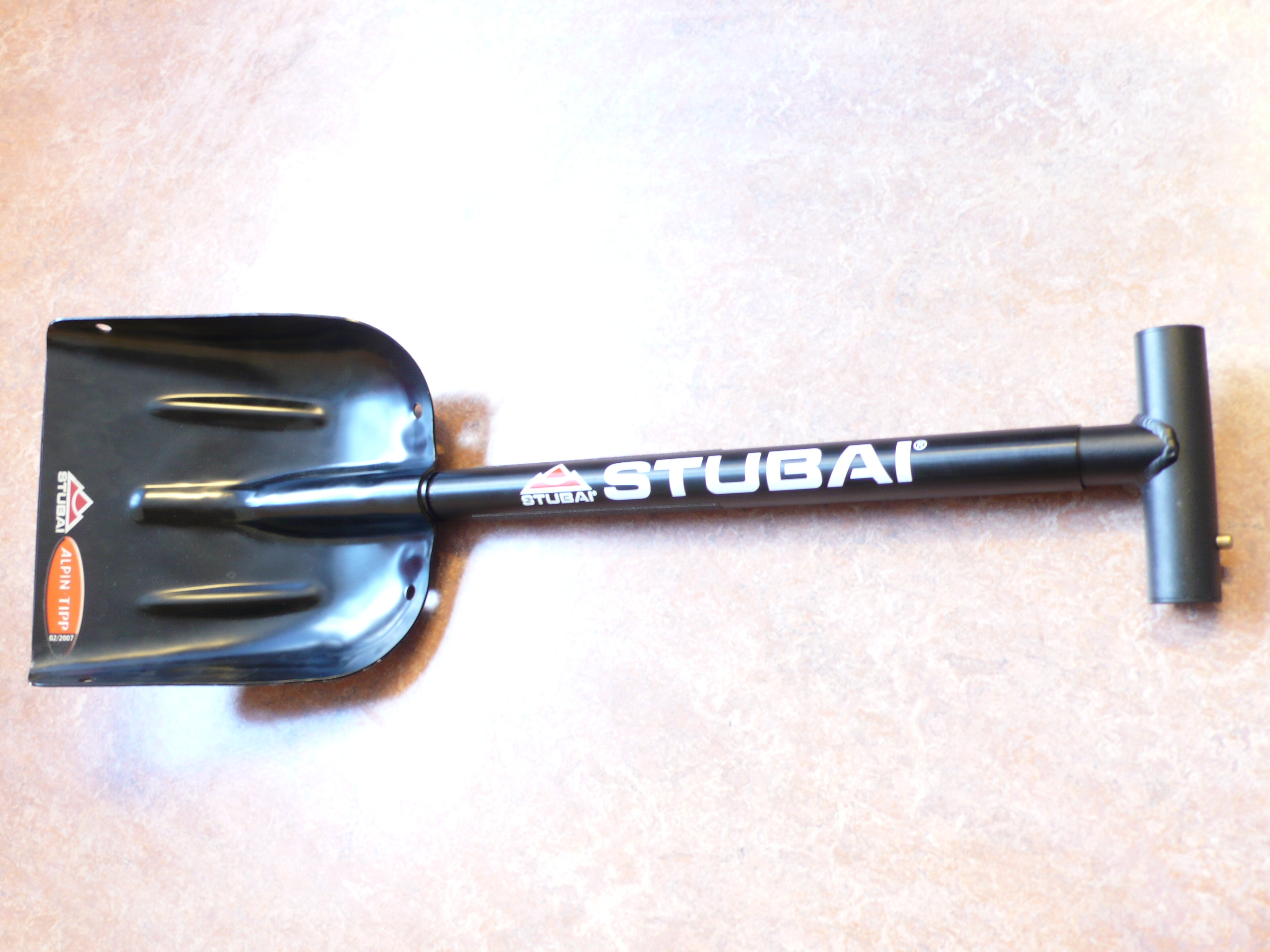
Lawinenschaufel aus Aluminium

Eine Lawinenschaufel ist dazu gedacht, von Lawinen verschüttete Personen ausgraben zu können. Die Lawinenschaufel gehört neben LVS-Gerät und Lawinensonde zur Standard-Sicherheitsausrüstung von Snowboard- oder Skitourengehern und Freeridern (Variantenfahrern), die abseits der gesicherten Skipisten unterwegs sind.
Ohne eine solche Schaufel ist es kaum möglich, jemanden in einem Lawinenkegel auszugraben, denn im Kegel hat der Schnee eine sehr hohe Dichte und wird hart wie Beton. Da sie meist in extremen Situationen zum Einsatz kommt, hat eine gute Lawinenschaufel bestimmte Eigenschaften:
- robust (Metall eignet sich besser als Kunststoff)
- leicht (Aluminium)
- handlich (Griff)
- klein (Teleskopstiel)

Eine Lawinenschaufel sollte keine scharfen Kanten haben, da diese unter Umständen den Tourengeher verletzen können, wenn die Schaufel im oder am Rucksack transportiert wird. Moderne Tourenrucksäcke besitzen eine Befestigungsmöglichkeit für eine Lawinenschaufel. Somit ist diese komfortabel und platzsparend transportierbar. Das Schaufelblatt sollte auf der Tour mit dem Stiel verbunden werden oder im Rucksack geschützt transportiert werden, da sich Schnee im Aufnahmeloch festsetzen kann. Bei Freestyle Snowboardern sind Lawinenschaufeln sehr beliebt, um die Kicker (Sprungschanze) zu schaufeln. Zum anderen kann man sie auch für den Iglubau gebrauchen oder nach der Tour das Auto wieder ausgraben. 
Einige Modelle mit speziellen Ausnehmungen am Schaufelblatt können mit Reepschnüren und Skiern zu einem behelfsmäßigen Notschlitten zum Abtransport Verletzter zusammengebaut werden. Manche Schaufelblätter können in 90° abgewinkelter Position zum Stiel befestigt werden und dienen dann als Haue (zur Lockerung von sehr kompaktem Schnee) oder als Werkzeug beim sogenannten Schaufelschertest (eine Methode zur Ermittlung der Lawinengefahr an einer bestimmten Stelle).

## Normierung
Mit der Norm UIAA 156 Avalanche Rescue Shovels wurden von der UIAA im Mai 2018 die Anforderungen an eine Lawinenschaufel erstmals genormt.